# Pavel Roth
Pavel Roth (* 7. září 1955 Praha) je český zpěvák, skladatel a kytarista. Známým se stal coververzí písně Malinconia, původně od italského zpěváka Riccarda Fogliho, kterou nahrál pod názvem Krásnější než růže. Se skupinou Projektil nazpíval také hit Zahrada ticha.